# 高广生
高广生（1958年—），山东蓬莱人，汉族，中华人民共和国政治人物、第十二届全国人民代表大会黑龙江地区代表。
毕业于黑龙江中医药大学中西医结合临床专业。2013年，被选为全国人大代表。